# نيكولاي سيميونوف
نيكولاي سيميونوف (بالروسية: Николай Николаевич Семёнов) هو كيميائي وفيزيائي سوفيتي روسي ولد في 15 أبريل 1896 وتوفي في 25 سبتمبر 1986.
بين 1913 و 1917 درس الفيزياء والرياضيات في جامعة سانت بطرسبرغ وتحصل فيها على الدكتوراه سنة 1917. في سنة 1920 التحق بمختبر دراسات الظواهر الإلكترونية في معهد العلوم المتعددة بسانت بطرسبرغ الذي ترأسه فيما بعد. قام فيه بتأسيس معهد الفيزياء والكيمياء وأصبح بروفسورا سنة 1928. في سنة 1931 أصبح مدير معهد الكيمياء والفيزياء لأكاديمية العلوم بسانت بطرسبرغ. أصبح في نفس الوقت بروفسورا في جامعة موسكو.

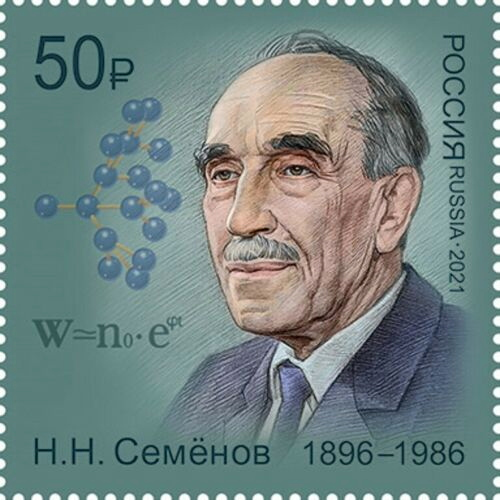
سيميونوف على طابع 2021 لروسيا

تحصل على جائزة نوبل في الكيمياء سنة 1956 مع سيريل هنشلوود لأبحاثهما حول آليات التفاعلات الكيميائية.

## روابط خارجية
- نيكولاي سيميونوف على موقع الموسوعة البريطانية (الإنجليزية)
- نيكولاي سيميونوف على موقع مونزينجر (الألمانية)
- نيكولاي سيميونوف على موقع إن إن دي بي (الإنجليزية)